# 恺撒塔 (普罗万)
恺撒塔（法語：Tour César）是一座十二世纪的城堡主樓，位于法国塞纳-马恩省市镇普罗万上城的的山顶。
这是唯一的八角形底座城堡主樓。该塔曾用作监狱。百年战争期间，它曾被英国占领，四面环绕城墙。
1846年，恺撒塔被列为法国历史古迹。